# Cauno (città)
Cauno (in Cario: Kbid; in Licio: Khbide; in greco antico: Καῦνος?, Kaunos; in latino Caunus) era un'antica città nel sud-est della regione storica della Caria in Asia Minore. Essa era situata vicino all'attuale città di Dalyan, in Provincia di Muğla, in Turchia. Situata in origine sul mare, a causa dello spostamento della costa essa si trova ormai a otto chilometri dal mare nel delta del fiume Dalyan (l'antico Calbis), il quale collega il lago di Köyceğiz con il Mediterraneo. Tuttavia la città non è completamente separata dal mare, ma collegata con questo tramite zone paludose e corsi d'acqua.

## Storia
La storia del sito risale al 10 ° secolo a.C.. Erodoto la menziona nelle sue Storie, quando Arpago marcia contro Lici, Cauni e Cari al tempo dell'invasione persiana del 546 a.C. Si ricorda anche che partecipò nel secolo successivo alla rivolta della Ionia, quindi appartenne alla Lega Delio-Attica. Nel 387 a.C. Cauno, dopo la pace di Antalcida, venne posta sotto il giogo persiano. Essa fece poi parte dei possedimenti di terraferma della vicina isola di Rodi. La città nei tempi antichi era considerata ricca, ma a causa dello stato paludoso del delta del fiume, dove gli agenti patogeni potevano moltiplicarsi facilmente, anche malsana. Essa era conosciuta per i suoi fichi secchi ampiamente esportati. Il geografo greco Strabone scrive: "Kaunos ha un cantiere navale e un porto che può essere chiuso. Sopra la città su una collina si trova la collina di Imbros. Anche se la zona è benedetta dalla fertilità, secondo l'opinione generale la città ha aria malsana in estate e in autunno ... a causa del calore e dell'abbondanza di frutta ..."
Nell'era cristiana, Cauno divenne una diocesi del patriarcato di Costantinopoli ed è ancora oggi una sede titolare della chiesa cattolica.

## Il sito odierno
Rimangono alcuni resti di edifici antichi, soprattutto tombe cariche scavate nella roccia, risalenti al IV secolo a.C., ma anche un teatro romano, grandi terme, nonché un ninfeo, un'agorà, templi, un ginnasio, strutture portuali e un'acropoli. Si sono conservate anche numerose iscrizioni greche della città. Nel frattempo è stato rinvenuto il betilo di Cauno, alto oltre 4 metri e spesso raffigurato sulle sue monete d'argento.
L'area intorno a Dalyan, Cauno, le tombe rupestri e il delta del Dalyan sono popolari attrazioni turistiche grazie alla loro posizione tra le località turistiche di Marmaris e Ölüdeniz.

## Galleria d'immagini

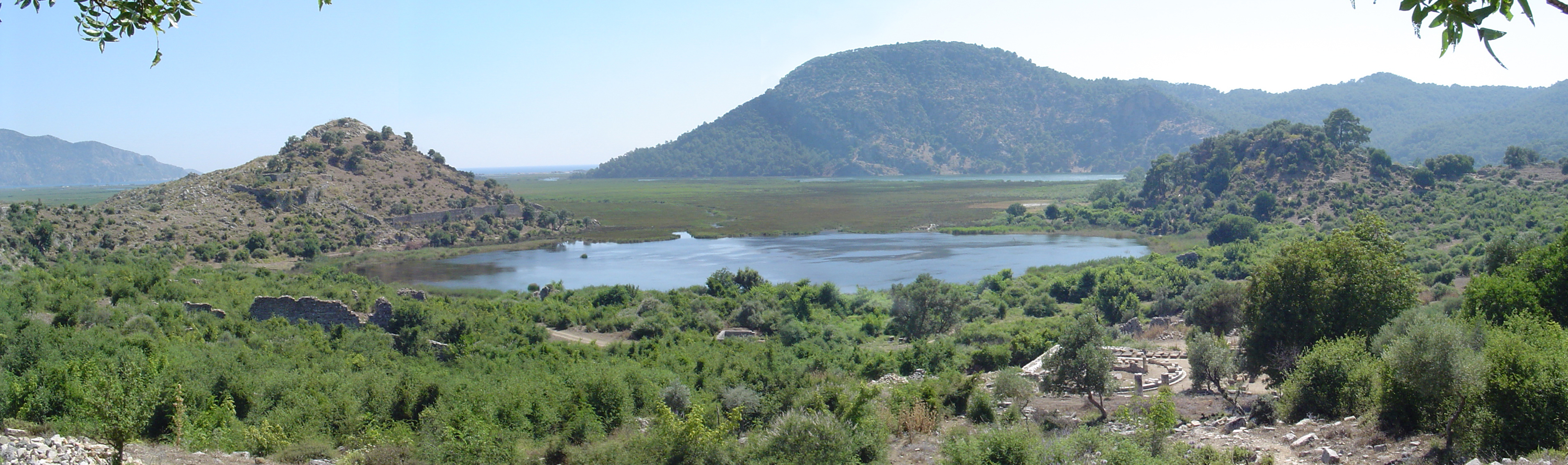
L'antico porto di Cauno. A sinistra le fortificazioni, in basso a destra un tempio
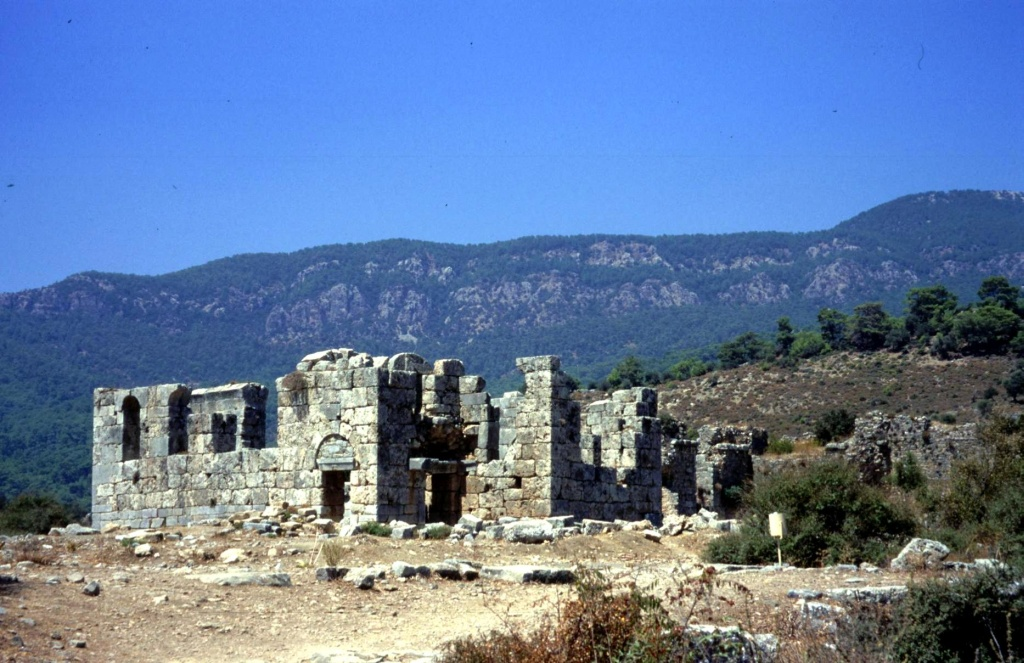
Chiesa in rovina
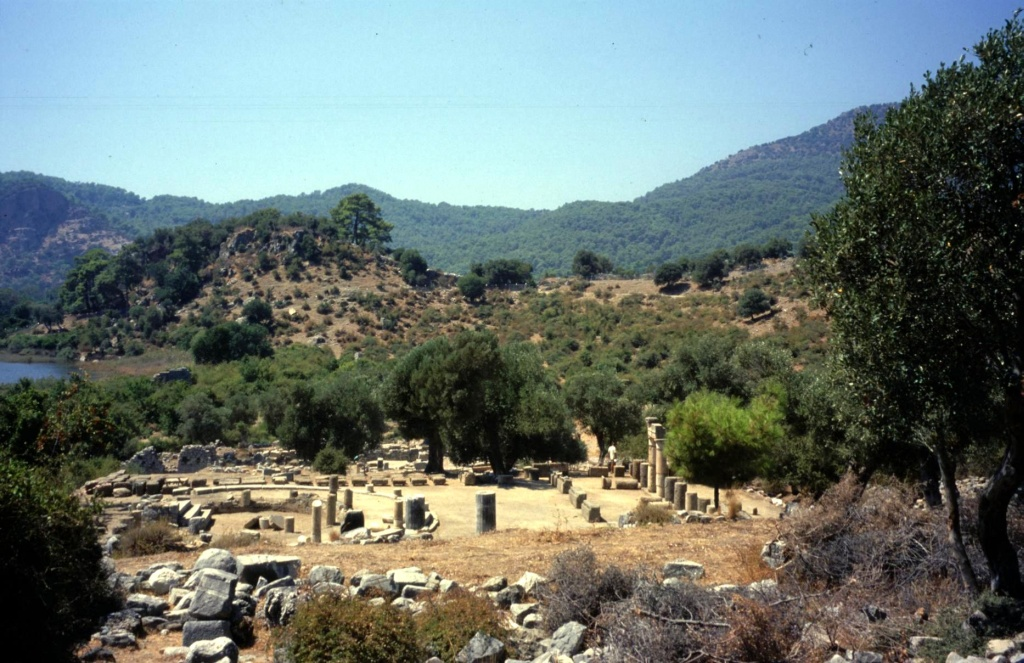
Complesso templare
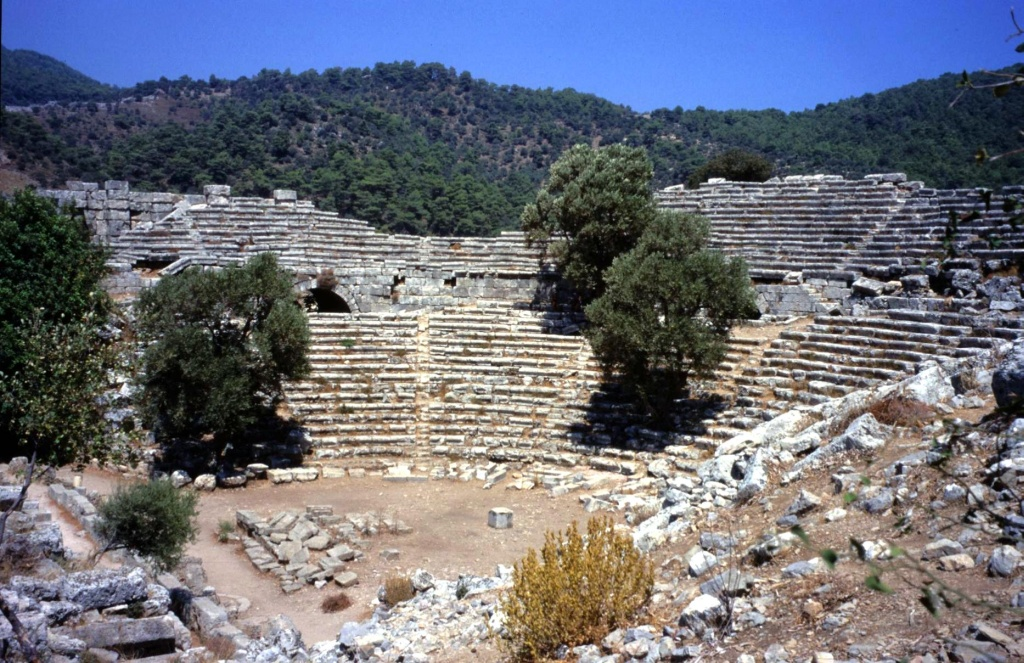
Il teatro
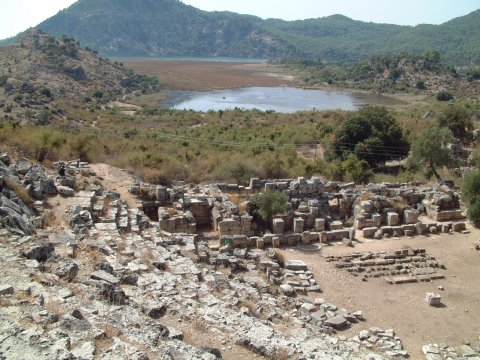
Vista del Teatro
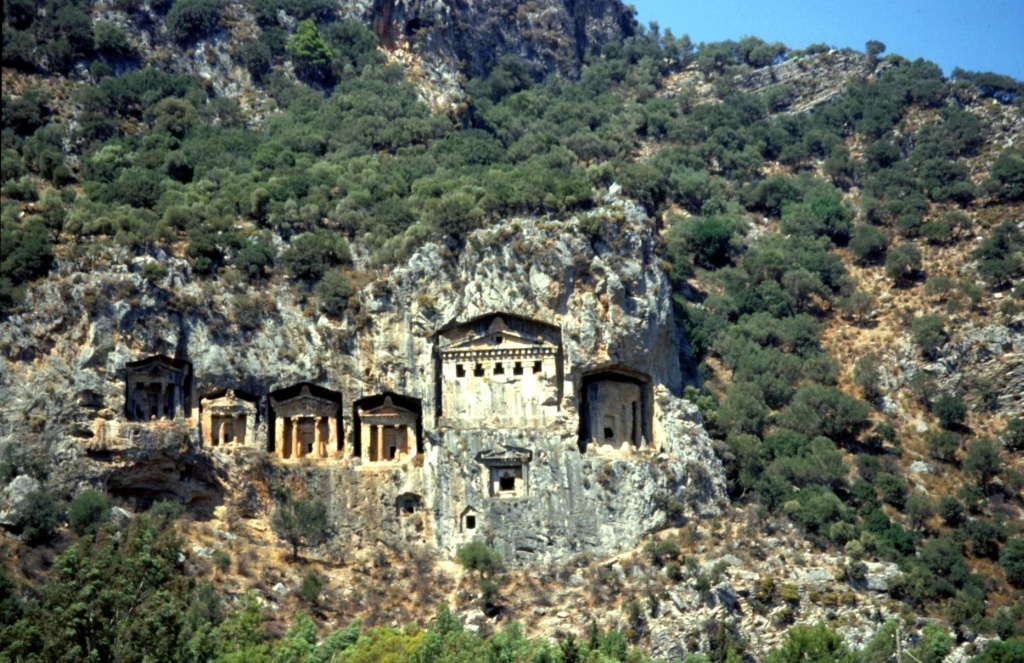
Tombe rupestri